# Rhadinomphax sanguinipuncta
Rhadinomphax sanguinipuncta là một loài bướm đêm trong họ Geometridae.